# 巒安堂
23°41′27″N 120°57′42″E / 23.69083°N 120.96167°E
巒安堂是一間位於臺灣南投縣信義鄉的小型土地公廟，為昔日巒大山林場舊人倫工作站的信仰中心，地處人倫林道37K、西巒大山東側山腹，海拔約2,600公尺。據傳巒大山林區曾遭遇森林大火，工作站員工向天祈雨，並且在還願時自行集資闢建此廟。1983年，巒安堂隨著舊人倫工作站一同廢棄，廟裡已經沒有供奉神像，但目前建物外觀與室內壁畫仍保存完整。

## 名稱
為了避免與人倫林道17K處的新人倫工作站混淆，登山客習慣以巒安堂來代稱整個舊人倫工作站。俗稱「經建版地圖」的臺灣地區二萬五千分之一地形圖也將舊人倫工作站標示為巒安堂，並且用巒安堂來命名圖號為95202NE的地圖。

## 登山
巒安堂是攀登西巒大山的中繼站之一；此處距離西巒大山三角點的步程介於40分鐘（下山）至70分鐘（上山）。
1996年以前，登山客可沿著人倫林道行車至舊人倫工作站，由巒安堂附近的登山口攀登西巒大山。不過目前由於人倫林道自20K開始中斷，這種攀登方式已經不可行。2002年起，攀登西巒大山的主流路線改走西巒大山的西北稜線，往返耗時10小時，高度落差達1500公尺，而且不會經過巒安堂。不過，近年來有開闢一條新路線，由雙龍林道登山口出發，途經治茆山、巒安堂，登頂西巒大山後，再循主流路線下山，這一般是安排為3天2夜的行程。